# روئینگ در المپیک تابستانی ۲۰۰۸
رویینگ در بازی‌های المپیک تابستانی ۲۰۰۸ نام رویداد ورزش رویینگ در بازی‌های المپیک تابستانی بود که در سال ۲۰۰۸ برگزار شد.

## جدول مدال‌ها
| رتبه | کشور                      | طلا | نقره | برنز | مجموع |
| ۱    | بریتانیای کبیر (GBR)      | ۲   | ۲    | ۲    | ۶     |
| ۲    | استرالیا (AUS)            | ۲   | ۱    | ۰    | ۳     |
| ۳    | کانادا (CAN)              | ۱   | ۱    | ۲    | ۴     |
| ۴    | ایالات متحده آمریکا (USA) | ۱   | ۱    | ۱    | ۳     |
| ۵    | چین (CHN)                 | ۱   | ۱    | ۰    | ۲     |
| ۵    | هلند (NED)                | ۱   | ۱    | ۰    | ۲     |
| ۵    | لهستان (POL)              | ۱   | ۱    | ۰    | ۲     |
| ۸    | نیوزیلند (NZL)            | ۱   | ۰    | ۲    | ۳     |
| ۹    | دانمارک (DEN)             | ۱   | ۰    | ۱    | ۲     |
| ۹    | رومانی (ROU)              | ۱   | ۰    | ۱    | ۲     |
| ۱۱   | بلغارستان (BUL)           | ۱   | ۰    | ۰    | ۱     |
| ۱۱   | نروژ (NOR)                | ۱   | ۰    | ۰    | ۱     |
| ۱۳   | آلمان (GER)               | ۰   | ۱    | ۱    | ۲     |
| ۱۴   | جمهوری چک (CZE)           | ۰   | ۱    | ۰    | ۱     |
| ۱۴   | استونی (EST)              | ۰   | ۱    | ۰    | ۱     |
| ۱۴   | فنلاند (FIN)              | ۰   | ۱    | ۰    | ۱     |
| ۱۴   | یونان (GRE)               | ۰   | ۱    | ۰    | ۱     |
| ۱۴   | ایتالیا (ITA)             | ۰   | ۱    | ۰    | ۱     |
| ۱۹   | بلاروس (BLR)              | ۰   | ۰    | ۲    | ۲     |
| ۱۹   | فرانسه (FRA)              | ۰   | ۰    | ۲    | ۲     |